# Неко ме ипак чека
Неко ме ипак чека је српски тв филм (омнибус од 3 приче) из 2009. године (радни наслов Поглед с прозора). Режирао га је Марко Новаковић, а сценарио су писали Марко Новаковић и Душан Премовић.

## Радња
У филму "Неко ме ипак чека" четири жене боре се за свој став, свој интегритет, своје достојанство и своје право на одлуку на питање: родити или угасити нови живот?
- 1. Прича: Хол

Вања и Дара, жене средњих година различитих социјалних статуса, сусрећу се у холу клинике док чекају на абортус. Овај неочекивани сусрет покренуће бујицу питања у њима и натерати их да добро преиспитају своју одлуку.
- 2. Прича: Пут

Сеоска средина негде у Србији: мајка води ћерку путем ка доктору који живи сам у вагону у коме обавља илегалне абортусе. Читавим путем траје сукоб традиционалног става против ванбрачне трудноће и младалачке жеље за рођењем новог живота из љубави.
- 3. Прича: Вода

Нада, млада жена у касним двадесетим годинама живота, присећа се у затворској ћелији трагичних догађаја који су је натерали да убије свог мужа. У клиници, у коју је полицијском марицом одводе на абортус његовог детета, сусреће особу који није очекивала.

## Улоге
| Глумац             | Улога             |
| ------------------ | ----------------- |
| Аница Добра        | Вања              |
| Нада Шаргин        | Нада              |
| Мирјана Карановић  | мајка             |
| Александра Николић | докторка          |
| Љубомир Бандовић   | Надин муж         |
| Љиљана Стјепановић | Надина свекрва    |
| Марија Вицковић    | ћерка             |
| Душанка Стојановић | Дара              |
| Танасије Узуновић  | Доктор            |
| Елизабета Ђоревска | Чуварка у затвору |
| Дубравко Јовановић | вртлар            |
| Александар Ђурица  | бициклиста        |

## Награде
Филм је 2009. године освојио трећу награду за сценарио на Фестивалу филмског сценарија у Врњачкој Бањи.